# Long Ambients 1
Long Ambients 1 (en español: Ambiente prolongado 1), es un álbum de Moby. Publicado el 25 de febrero de 2016.
Fue lanzado exclusivamente para ser escuchado por medio de una aplicación telefónica. Creado para ayudar a dormir. El crítico Paul Simpson describió de manera positiva el álbum, calificándolo de "una experiencia auditiva increíblemente hermosa e inmersiva".
La secuela de este álbum ambiental es: Long Ambients 2 en 2019. Está compuesto de 6 piezas musicales.

## Lista de canciones
Todas las canciones fueron escritas por Moby por excepto las indicadas:
| N.º     | Título | Duración |  |
| 1.      | «LA1»  | 20:52    |  |
| 2.      | «LA2»  | 19:00    |  |
| 3.      | «LA3»  | 22:52    |  |
| 4.      | «LA4»  | 17:30    |  |
| 5.      | «LA5»  | 35:40    |  |
| 6.      | «LA6»  | 19:12    |  |
| 7.      | «LA7»  | 18:04    |  |
| 8.      | «LA8»  | 20:06    |  |
| 9.      | «LA9»  | 27:32    |  |
| 10.     | «LA10» | 23:40    |  |
| 11.     | «LA11» | 20:24    |  |
| 4:04:47 |        |          |  |